# Jelyzaveta Servatynska
Jelyzaveta Servatynska (ukrajinsky Єлизавета Серватинська, * 1997, Južnoukrainsk, Mykolajivská oblast, Ukrajina) je ukrajinská fotožurnalistka.

## Životopis
Fotografuje už od svých studentských dob.
Vystudovala žurnalistiku na Kyjevské metropolitní univerzitě Boryse Grinčenka.
Pracovala jako novinářka pro program Public Studio na UA: Peršyj (2020), od roku 2021 je fotoreportérkou zpravodajského webu Suspilne Novyny.

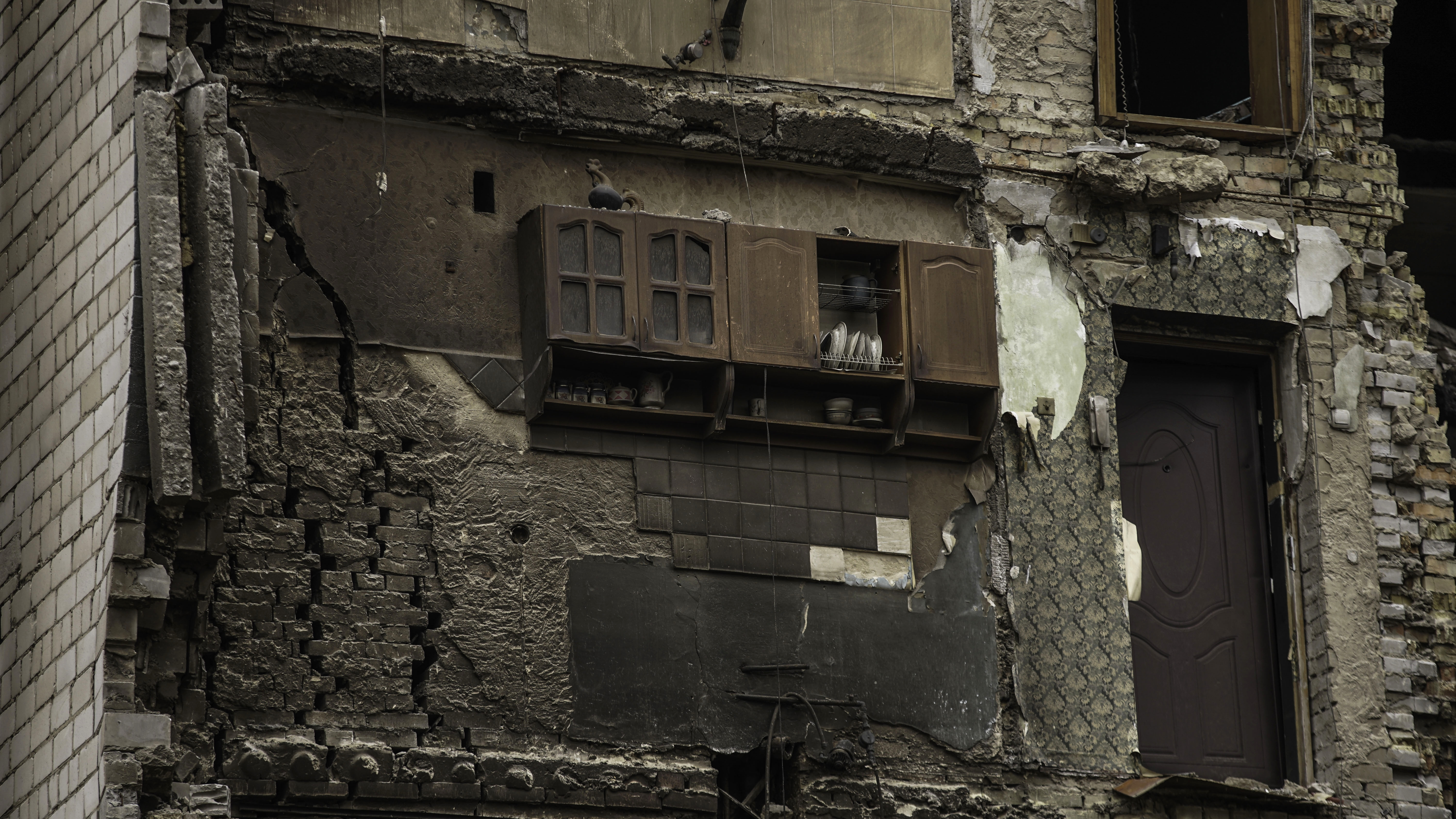
Kuchyňské skříňky v Boroďance, které se staly symbolem neporazitelnosti ukrajinského lidu během rusko-ukrajinské války, 6. dubna 2022

Od roku 2022 zachycuje rozsáhlou ruskou invazi na Ukrajinu. Dne 6. dubna 2022 navštívila osvobozenou Boroďanku v oblasti Kyjeva, kde jako první vyfotografovala věrně nainstalovanou kuchaňskou skříňku, která byla uložena na zdi zničené výškové budovy. Tato fotografie se stala symbolem neporazitelnosti ukrajinského lidu. Ukrajinský ilustrátor Oleksandr Hrechov  použil tuto fotografii jako základ pro své umělecké dílo a snímek použil také americký časopis Newsweek.
Autorčiny práce byly publikovány v CNN, Newsweek, Vogue, The Atlantic a Latin Times.
Je účastnicí kolektivní výstavy War Through the Lens: Photos from Ukraine.